# Vogelenzang
Vogelenzang – wieś w gminie Bloemendaal w Holandii, w prowincji Holandia Północna. Nazwa Vogelenzang oznacza ptasi śpiew.

## V Światowe Jamboree Skautowe
W 1937 odbyło się tu V Światowe Jamboree Skautowe. Symbolem zlotu był przyrząd nawigacyjny – prosty sekstant, Laska Jakuba.
Zlot otworzyła 31 lipca królowa Wilhelmina.
Na zakończenie Jamboree, 9 sierpnia 1937, Naczelny Skaut Świata Robert Baden-Powell zwracając się do jego uczestników, pozostawił im przesłanie: Szukajcie przyjaciół!.
Powiedział też:

Nadszedł teraz dla mnie czas, abym powiedział „Żegnajcie!” Mam 81 lat i zbliżam się do kresu życia. Większość z Was dopiero je zaczyna i bardzo pragnę, aby Wasze życie było pracowite i pomyślne. Będzie takie dzięki wiernemu wypełnianiu Prawa Skautowego na każdym stanowisku, gdziekolwiek będziecie...

Posłannictwo nasze to rozprzestrzenianie przyjaźni i braterstwa na całym świecie. Żegnajcie i niech Was wszystkich Bóg błogosławi. Niech Was Bóg błogosławi!

Noście wszyscy godło Jamboree, Laskę Jakuba. Zawiera ono Krzyż, symbol poświęcenia i wielkiej wiary chrześcijańskiej, lecz ma też cechy wskazujące, że ruch skautowy jest dość szeroki, aby objąć wszystkie religie. Godło to ma 10 ramion, wyobraża 10 punktów Prawa Skautowego Braterstwa.

Pamiętajcie zawsze, po co macie Prawo Skautowe. Dopomoże Wam ono we wszystkich przedsięwzięciach, pomocne będzie w wypełnianiu ideałów